# 呂明龍
呂明龍（Mackenzie Blackburn，1992年11月10日—），出生在加拿大，父親為加拿大人，母親為台灣人，代表中華台北之短道競速滑冰運動員。2008年開始參加比賽。呂明龍取得參加2014年冬季奧運會資格，成為中華台北第一位參加短道競速滑冰賽事的運動員。

## 個人紀錄
| 距離     | 國家   | 城市     | 日期           | 記錄時間 |
| -------- | ------ | -------- | -------------- | -------- |
| 500公尺  | 加拿大 | 卡加利   | 2012年10月19日 | 40.830   |
| 1000公尺 | 加拿大 | 卡加利   | 2012年10月20日 | 1:26.540 |
| 1500公尺 | 俄羅斯 | 科洛姆納 | 2013年11月14日 | 2:18.578 |